# Al Qanāb
Al Qanāb (persiska: ال قناب) är en ort i Iran.   Den ligger i provinsen Ardabil, i den nordvästra delen av landet, 500 km nordväst om huvudstaden Teheran. Al Qanāb ligger 697 meter över havet och antalet invånare är 121.
Terrängen runt Al Qanāb är lite bergig, och sluttar norrut. Runt Al Qanāb är det ganska tätbefolkat, med 58 invånare per kvadratkilometer. Närmaste större samhälle är Germī, 6,9 km sydväst om Al Qanāb. Trakten runt Al Qanāb består till största delen av jordbruksmark.